# Musée du Copperbelt

Le Copperbelt Museum est un musée historique zambien situé à Ndola, dans la province du Copperbelt. C'est l'un des quatre musées nationaux du pays.
Il a été créé en 1962.